# Tarzan 2
Tarzan 2 ist ein Film der Walt Disney Company aus dem Jahr 2005 und die Fortsetzung des Films Tarzan. Regie führte Brian Smith.
Der Film erzählt aus der Kindheit von Tarzan, wie er zu einer Legende wurde. Der Film verfügt über zwei neue Lieder von Phil Collins und das Lied „So ein Mann“ (engl.: Son of Man) aus dem ersten Film. In Deutschland war das Premierendatum am 1. September 2005.

## Handlung
Der kleine Waisenjunge Tarzan wird im Dschungel von Gorillas liebevoll aufgezogen. Allerdings ist Tarzan aufgrund seiner Andersartigkeit trotz allem ein Außenseiter, der die Zeit vor allem mit seinen Freunden, dem Gorillamädchen Terk und dem Elefantenjungen Tantor, verbringt. Aufgrund dessen, dass die drei Freunde immer wieder Streiche spielen und oftmals ungewollt Chaos anrichten, werden sie (besonders Tarzan) als Störenfriede betrachtet. Doch der kleine Tarzan hat auch noch andere Probleme: So schafft er es beispielsweise nicht, sich so schnell und wendig wie seine Gorillafamilie zu bewegen und hinkt daher immer hinter her. Obwohl er es wieder und wieder versucht, bleibt er trotzdem anders als die Gorillas. Dabei glaubt er fest daran, selbst ein Gorilla zu sein. Als die Familie sich im Regen nach einem neuen Nistplatz umsieht, geht Tarzan verloren. Er holt seine Familie zwar später wieder ein, hört jedoch im Geheimen, wie ihn andere Gorillas als „Plage“ und „Gefahr für den Dschungel“ bezeichnen und ihn offenbar nicht vermissen. Erst jetzt sieht Tarzan ein, dass er eben doch kein Gorilla ist. Einsam und allein schlägt Tarzan sich durch den Dschungel, um endlich herauszufinden, welche Identität er besitzt und was für ein Wesen er ist. Im Dschungel läuft er Kago und dessen bösartiger Familie über den Weg, die sich über ihn lustig machen, da er behauptet, er sei ein Gorilla. Tarzan kann Kago und seiner Familie entkommen und flieht vor dem Leopard Sabor auf einen Berg, wo er auf Zugor trifft, einen harmlosen, alten Gorilla, der ihm zynisch zu verstehen gibt, dass er nichts von Tarzan will. Tarzan bittet Zugor darum, dass er ihm hilft herauszufinden, was für ein Wesen er ist. Genervt willigt Zugor ein, muss sich jedoch eingestehen, dass er noch nie ein Wesen wie Tarzan gesehen oder von ihm gehört hat. Betrübt verschwindet Tarzan wieder. Kurze Zeit später treffen Kago und seine Familie wieder ein und tyrannisieren Zugor. Erst jetzt erkennt Tarzan seine Überlegenheit als Mensch gegenüber den Gorillas und er besiegt Kago und dessen Familie mit seiner handwerklichen Begabung, Waffen bauen zu können. Letztendlich kann Tarzan seine Adoptivfamilie vor Kago retten und er wird ab jetzt von den Gorillas mehr respektiert als vorher. Am Ende des Films steht Tarzan auf einem Mammutbaum und stößt den typischen Tarzan-Schrei aus.

## Kritiken
„Der solide animierte Zeichentrickfilm im vertrauten Disney-Stil wird kleinere Zuschauer durchaus für sich einnehmen, zumal er an das Selbstvertrauen appelliert.“

„Tierisch gute Fortsetzung des Oscar-prämierten Animations-Hits.“

## Synchronisation
| Rolle      | Originalsprecher | deutscher Sprecher |
| ---------- | ---------------- | ------------------ |
| Tarzan     | Harrison Chad    | Marco Iannotta     |
| Zugor      | George Carlin    | Horst Sachtleben   |
| Uto        | Brad Garrett     | Marlin Wick        |
| Kago       | Ron Perlman      | Thomas Rauscher    |
| Mama Gunda | Estelle Harris   | Monika John        |
| Kala       | Glenn Close      | Dagmar Dempe       |
| Kerchak    | Lance Henriksen  | Joachim Höppner    |
| Terk       | Brenda Grate     | Sandra Schwittau   |
| Tantor     | Harrison Fahn    | Maximilian Belle   |